# Морски коњици
Морски коњици (Hippocampus) су род морских риба из породице Syngnathidae и назив који се користи за 46 врстa које му припадају. „Hippocampus” потиче од старогрчког hippókampos (ἱππόκαμπος), што је изведено од híppos (ἵππος) што значи „коњ“ и kámpos (κάμπος) што значи „морско чудовиште“ или „морска животиња“. Имајући главу и врат који подсећају на коња, морски коњици такође имају сегментирани коштани оклоп, усправно држање и увијен реп који се може ухватити за влати траве. Заједно са морским иглама и змајевима (Phycodurus и Phyllopteryx) чине породицу Syngnathidae.

## Опис
Сви представници породице се одликују овалним, издуженим телом које се завршава дугом цевастом њушком са малим устима на њеном крају. Тело препокривају коштани прстенови који штите животињу. Код представника рода Hippocampus положај главе је такав да чини прав угао са телом. Између главе и тела је врат. Могу да окрену главу на разне стране, а очи које се налазе истурене на малим коштаним испупчењима, могу да померају независно једно од другог. Увијени (прехензилни) реп има улогу да се држе за алге и корале како их морске струје не би однеле. Имају леђно и грудно пераје и крећу се тако да се не уочавају нагли покрети тела.

## Исхрана
Углавном се хране малим љускарима које усисавају у уста.

## Размножавање
Женке полажу јаја на трбух мужјака, где остају залепљена и где их мужјак оплођује. На том делу коже набуја трбушна врећица у којој се даље развијају млади. Млади се легу након 4,5 недеље.

## Станиште
Настањују мора тропског и умереног појаса. Подносе воду различитог салинитета. Слаби су пливачи, али пошто задржавају усправни став међу алгама, боље се камуфлирају.

## Врсте
Род Hippocampus:
- Lesson, 1827 (Нови Зеланд и јужна и источна Аустралија)
- , 2001
- , 1856
- , 1870
- Jordan & Richardson, 1908
- Whitley, 1970 (западни Пацифик (Индонезија, Филипини, Папуа Нова Гвинеја, Соломонова острва, итд.))
- , 2001
- , 1870
- Peters, 1869 (јужна и источна Аустралија)
- , 1854
- , 1900
- , 2003
- , 1850
- , 1850
- , 2003
- Perry, 1810 (источна обала Америке, између Нове Шкотске и Уругваја)
- Jordan & Evermann, 1903
- Rüppell, 1838 (Индијски океан)
- , 2001
- Cuvier, 1829
- , 2001
- (Linnaeus, 1758) (Јадранско море и Атлантски океан)
- , 1856 (Индијски океан, Персијски залив, Црвено море, и далеки исток)
- Girard, 1858 (Пацифик, обала западне, централне и Јужне Америке)
- , 1900
- , 2001
- , 1901
- Bleeker, 1852
- , 1856
- Gomon, 1997
- , 1854
- , 2001
- , 2001
- , 2001
- , 2001
- Ginsburg, 1933 (Карипски корални гребени)
- , 2001
- , 1901
- Weber, 1913
- Castelnau, 1873
- Leach, 1814
- Bleeker, 1855 (источна Аустралија)
- Whitley, 1964
- Jordan & Gilbert, 1882 (Мексички залив и Кариби)

## Еволуција и фосилни запис
Анатомски докази, поткрепљени молекуларним, физичким и генетским доказима, показују да су морски коњићи високо модификоване морске игле. Фосилни запис морских коњића је, међутим, веома редак. Најпознатији и најбоље проучавани фосили су примерци Hippocampus guttulatus (иако се у литератури чешће помињу под синонимом H. ramulosus), из формације реке Марекија у провинцији Римини, Италија, која датира из доњег плиоцена, пре око 3 милиона година. Најранији познати фосили морског коњића су две врсте сличне мореским иглама, H. sarmaticus и H. slovenicus, из копролитног хоризонта брда Туњице, средњег миоценског лагерштета у Словенији који датира од пре око 13 милиона година.
Молекуларно датирање имплицира да су се морске игле и морски коњићи разишли током касног олигоцена. Ово је довело до спекулација да су морски коњићи еволуирали као одговор на велике површине плитке воде, новонастале као резултат тектонских догађаја. Плитка вода би омогућила ширење станишта морске траве која је служила као камуфлажа за усправно држање морских коњића. Ове тектонске промене су се десиле у западном Тихом океану, указујући на порекло из те области, а молекуларни подаци указују на две касније, одвојене инвазије Атлантског океана. Године 2016, студија објављена у часопису Nature открила је да је геном морског коњића до сада проучаван геном рибе који се најбрже развија.
Еволуција морских коњића из морске игле можда је била адаптација у погледу биомеханике хватања плена. Јединствено држање морског коњића омогућава им да ухвате мале шкампе на већим удаљеностима него што је способна морска игла.